# Combretum annulatum
Combretum annulatum är en tvåhjärtbladig växtart som beskrevs av William Grant Craib. Combretum annulatum ingår i släktet Combretum och familjen Combretaceae. Inga underarter finns listade i Catalogue of Life.